# Списак споменика културе у Јабланичком округу
Следи списак споменика културе у Јабланичком округу.
| ИД      | Слика                                                                          | Назив                                                                          | Адреса                     | Координате                                     | Место               | Градска општина | Општина    | Надлежни завод |
| ------- | ------------------------------------------------------------------------------ | ------------------------------------------------------------------------------ | -------------------------- | ---------------------------------------------- | ------------------- | --------------- | ---------- | -------------- |
| СК 209  | Манастир Ваведења Пресвете Богородице у Јашуњи                                 | Манастир Ваведења Пресвете Богородице у Јашуњи                                 |                            | 43.108487°N 22.045695°E / 43.108487, 22.045695 | Јашуња              |                 | Лесковац   | НИШ            |
| СК 210  | Манастир Светог Јована Крститеља у Јашуњи                                      | Манастир Светог Јована Крститеља у Јашуњи                                      |                            | 43.096408°N 22.047454°E / 43.096408, 22.047454 | Јашуња              |                 | Лесковац   | НИШ            |
| СК 213  | Манастир Рударе                                                                | Манастир Рударе                                                                |                            | 42.956026°N 21.964403°E / 42.956026, 21.964403 | Рударе (Лесковац)   |                 | Лесковац   | НИШ            |
| СК 287  | Кућа Боре Димитријевића-Пиксле                                                 | Кућа Боре Димитријевића-Пиксле                                                 | Учитеља Јосифа             | 42.994986°N 21.950579°E / 42.994986, 21.950579 | Лесковац            |                 | Лесковац   | НИШ            |
| СК 294  | Стара црква Свете Богородице (Црква Оџаклија)                                  | Стара црква Свете Богородице (Црква Оџаклија)                                  |                            | 42.995684°N 21.950906°E / 42.995684, 21.950906 | Лесковац            |                 | Лесковац   | НИШ            |
| СК 301  | Манастир Бабичко                                                               | Манастир Бабичко                                                               |                            | 43.136349°N 21.999025°E / 43.136349, 21.999025 | Бабичка Гора        |                 | Лесковац   | НИШ            |
| СК 306  | Црква Успења Пресвете Богородице у Конопници                                   | Црква Успења Пресвете Богородице у Конопници                                   |                            | 42.98165°N 22.096598°E / 42.98165, 22.096598   | Конопница           |                 | Власотинце | НИШ            |
| СК 318  | Гигина кућа                                                                    | Гигина кућа                                                                    | Лоле Рибара 2              | 42.965287°N 22.128621°E / 42.965287, 22.128621 | Власотинце          |                 | Власотинце | НИШ            |
| СК 320  | Црква Св. Апостола у Турековцу                                                 | Црква Св. Апостола у Турековцу                                                 |                            | 42.994509°N 21.88352°E / 42.994509, 21.88352   | Турековац           |                 | Лесковац   | НИШ            |
| СК 321  | Црква Св. Петке у Кумареву                                                     | Црква Св. Петке у Кумареву                                                     |                            | 43.023557°N 21.992037°E / 43.023557, 21.992037 | Кумарево (Лесковац) |                 | Лесковац   | НИШ            |
| СК 322  | Манастир Чукљеник                                                              | Манастир Чукљеник                                                              |                            | 42.86715°N 21.961037°E / 42.86715, 21.961037   | Чукљеник (Лесковац) |                 | Лесковац   | НИШ            |
| СК 323  | Кућа у Ул. Милоша Обилића                                                      | Кућа у Ул. Милоша Обилића                                                      |                            | 42.991641°N 21.943843°E / 42.991641, 21.943843 | Лесковац            |                 | Лесковац   | НИШ            |
| СК 326  | Кућа Шоп Ђокића                                                                | Кућа Шоп Ђокића                                                                | Масариков трг              | 42.996608°N 21.949256°E / 42.996608, 21.949256 | Лесковац            |                 | Лесковац   | НИШ            |
| СК 471  | Пошаљи фотографију                                                             | Кућа народног хероја Ђуке Динић                                                |                            | 43.043049°N 21.685313°E / 43.043049, 21.685313 | Доње Коњувце        |                 | Бојник     | НИШ            |
| СК 472  | Кућа народног хероја Косте Стаменковића                                        | Кућа народног хероја Косте Стаменковића                                        | Топличког устанка          | 42.992155°N 21.956273°E / 42.992155, 21.956273 | Лесковац            |                 | Лесковац   | НИШ            |
| СК 477  | Пошаљи фотографију                                                             | Кућа Никодија Вељковића                                                        |                            | 43.036854°N 21.746768°E / 43.036854, 21.746768 | Суво Поље           |                 | Бојник     | НИШ            |
| СК 679  | Пошаљи фотографију                                                             | Родна кућа народног хероја Стојана Љубића                                      |                            | 43.007393°N 21.622573°E / 43.007393, 21.622573 | Вујаново            |                 | Бојник     | НИШ            |
| СК 695  | Пошаљи фотографију                                                             | Кућа Милентија Поповића                                                        |                            |                                                | Попов Рид           |                 | Црна Трава | НИШ            |
| СК 874  | Саборна црква у Лесковцу                                                       | Саборна црква у Лесковцу                                                       |                            | 42.995631°N 21.950929°E / 42.995631, 21.950929 | Лесковац            |                 | Лесковац   | НИШ            |
| СК 875  | Средњовековно насеље „Скобаљић град”                                           | Средњовековно насеље „Скобаљић град”                                           |                            |                                                | Вучје               |                 | Лесковац   | НИШ            |
| СК 917  | Пошаљи фотографију                                                             | Зграда информативне организације „Наша Реч“                                    |                            | 42.995053°N 21.947867°E / 42.995053, 21.947867 | Лесковац            |                 | Лесковац   | НИШ            |
| СК 918  | Зграда Лесковачког културног центра                                            | Зграда Лесковачког културног центра                                            | Булевар Ослобођења 101     | 42.996593°N 21.950702°E / 42.996593, 21.950702 | Лесковац            |                 | Лесковац   | НИШ            |
| СК 919  | Палата Милана Поповића-Тонкића                                                 | Палата Милана Поповића-Тонкића                                                 | Булевар Ослобођења         | 42.996255°N 21.948854°E / 42.996255, 21.948854 | Лесковац            |                 | Лесковац   | НИШ            |
| СК 920  | Палата Сотира Илића у Лесковцу                                                 | Палата Сотира Илића у Лесковцу                                                 | Радоја Домановића 1-3      | 42.996822°N 21.946791°E / 42.996822, 21.946791 | Лесковац            |                 | Лесковац   | НИШ            |
| СК 921  | Зграда у којој је било седиште прве Комунистичке општине - седиште СО Лесковац | Зграда у којој је било седиште прве Комунистичке општине - седиште СО Лесковац |                            | 42.99336°N 21.946971°E / 42.99336, 21.946971   | Лесковац            |                 | Лесковац   | НИШ            |
| СК 922  | Зграда Дома занатлија у Лесковцу                                               | Зграда Дома занатлија у Лесковцу                                               | Светозара Марковића        | 42.994262°N 21.941818°E / 42.994262, 21.941818 | Лесковац            |                 | Лесковац   | НИШ            |
| СК 923  | Зграда Окружног суда у Лесковцу                                                | Зграда Окружног суда у Лесковцу                                                | Пана Ђукића 27             | 42.992555°N 21.94742°E / 42.992555, 21.94742   | Лесковац            |                 | Лесковац   | НИШ            |
| СК 925  | Зграда у улици Јужноморавских бригада 83                                       | Зграда у улици Јужноморавских бригада 83                                       | Јужноморавских бригада 83  | 42.998951°N 21.9402°E / 42.998951, 21.9402     | Лесковац            |                 | Лесковац   | НИШ            |
| СК 926  | Грађанска кућа у Ул. Јужноморавских бригада 93                                 | Грађанска кућа у Ул. Јужноморавских бригада 93                                 | Јужноморавских бригада 93  | 42.999319°N 21.939942°E / 42.999319, 21.939942 | Лесковац            |                 | Лесковац   | НИШ            |
| СК 927  | Грађанска кућа у ул. Ђорђа Лешњака 1 у Лесковцу                                | Грађанска кућа у ул. Ђорђа Лешњака 1 у Лесковцу                                | Ђорђа Лешњака 1            |                                                | Лесковац            |                 | Лесковац   | НИШ            |
| СК 928  | Грађанска кућа у Ул. Радоја Домановића 5                                       | Грађанска кућа у Ул. Радоја Домановића 5                                       | Радоја Домановића 5        | 42.996793°N 21.946679°E / 42.996793, 21.946679 | Лесковац            |                 | Лесковац   | НИШ            |
| СК 929  | Грађанска кућа у Ул. Радоја Домановића 13                                      | Грађанска кућа у Ул. Радоја Домановића 13                                      | Радоја Домановића 13       | 42.996734°N 21.946354°E / 42.996734, 21.946354 | Лесковац            |                 | Лесковац   | НИШ            |
| СК 930  | Грађанска кућа у Ул. Пасјачког одреда 42                                       | Грађанска кућа у Ул. Пасјачког одреда 42                                       | Пасјачког одреда 42        |                                                | Лесковац            |                 | Лесковац   | НИШ            |
| СК 931  | Зграда Трговачког магацина у Лесковцу                                          | Зграда Трговачког магацина у Лесковцу                                          | Светозара Марковића 60     | 42.994313°N 21.941746°E / 42.994313, 21.941746 | Лесковац            |                 | Лесковац   | НИШ            |
| СК 932  | Грађанска стамбена кућа у Лесковцу                                             | Грађанска стамбена кућа у Лесковцу                                             | Светозара Марковића 69     | 42.994313°N 21.941928°E / 42.994313, 21.941928 | Лесковац            |                 | Лесковац   | НИШ            |
| СК 933  | Грађанска кућа у Ул. Доситеја Обрадовића 29                                    | Грађанска кућа у Ул. Доситеја Обрадовића 29                                    | Доситеја Обрадовића 29     | 42.992908°N 21.949845°E / 42.992908, 21.949845 | Лесковац            |                 | Лесковац   | НИШ            |
| СК 934  | Градска кућа Војводића                                                         | Градска кућа Војводића                                                         | Владе Ђорђевића 23         | 42.990962°N 21.945704°E / 42.990962, 21.945704 | Лесковац            |                 | Лесковац   | НИШ            |
| СК 935  | Пошаљи фотографију                                                             | Грађанска кућа у Ул. Масариковој 32                                            | Масарикова 32              |                                                | Лесковац            |                 | Лесковац   | НИШ            |
| СК 936  | Пошаљи фотографију                                                             | Зграда у Ул. Лоле Рибара 66                                                    | Лоле Рибара 66             |                                                | Лесковац            |                 | Лесковац   | НИШ            |
| СК 937  | Грађанска кућа у Ул. Ратка Павловића 12                                        | Грађанска кућа у Ул. Ратка Павловића 12                                        | Ратка Павловића 12         | 42.997558°N 21.946456°E / 42.997558, 21.946456 | Лесковац            |                 | Лесковац   | НИШ            |
| СК 938  | Грађанска кућа у улици Максима Горког 15                                       | Грађанска кућа у улици Максима Горког 15                                       | Максима Горког 15          | 42.998366°N 21.946059°E / 42.998366, 21.946059 | Лесковац            |                 | Лесковац   | НИШ            |
| СК 939  | Споменик палим ратницима од 1877-1918                                          | Споменик палим ратницима од 1877-1918                                          |                            | 42.994843°N 21.944331°E / 42.994843, 21.944331 | Лесковац            |                 | Лесковац   | НИШ            |
| СК 944  | Пошаљи фотографију                                                             | Грађанска кућа у Ул. Војводе Мишића 15                                         | Војводе Мишића 15          | 42.998013°N 21.947545°E / 42.998013, 21.947545 | Лесковац            |                 | Лесковац   | НИШ            |
| СК 948  | Комплекс воденице и гајтанаре                                                  | Комплекс воденице и гајтанаре                                                  |                            | 42.907264°N 21.919826°E / 42.907264, 21.919826 | Стројковце          |                 | Лесковац   | НИШ            |
| СК 1923 | Црква Сошествија Светог Духа у Власотинцу                                      | Црква Сошествија Светог Духа у Власотинцу                                      | Светозара Марковића        | 42.960725°N 22.130517°E / 42.960725, 22.130517 | Власотинце          |                 | Власотинце | НИШ            |
| СК 2058 | Црква Св. Арханђела Гаврила у Придворици                                       | Црква Св. Арханђела Гаврила у Придворици                                       |                            | 42.998637°N 21.749378°E / 42.998637, 21.749378 | Придворица (Бојник) |                 | Бојник     | НИШ            |
| СК 2061 | Црква Свете Тројице у Ображди                                                  | Црква Свете Тројице у Ображди                                                  |                            | 42.989063°N 21.56607°E / 42.989063, 21.56607   | Ображда             |                 | Бојник     | НИШ            |
| СК 2064 | Пошаљи фотографију                                                             | Кућа Борисава Анђелковића у Лесковцу                                           |                            |                                                | Лесковац            |                 | Лесковац   | НИШ            |
| СК 2182 | Пошаљи фотографију                                                             | Зграда католичке цркве у Лесковцу                                              | Улици Бранислава Нушића 12 |                                                | Лесковац            |                 | Лесковац   | НИШ            |
| СК 2183 | Пошаљи фотографију                                                             | Грађанска кућа у улици Бранислава Нушића број 25 у Лесковцу                    | Бранислава Нушића број 25  |                                                | Лесковац            |                 | Лесковац   | НИШ            |
| СК 2184 | Пошаљи фотографију                                                             | Грађанска кућа у улици Николе Скобаљића број 34-36 у Лесковцу                  | Николе Скобаљића 34-36     |                                                | Лесковац            |                 | Лесковац   | НИШ            |
| СК 2185 | Грађанска кућа у улици Максима Горког број 21 у Лесковцу                       | Грађанска кућа у улици Максима Горког број 21 у Лесковцу                       | Максима Горког 21          |                                                | Лесковац            |                 | Лесковац   | НИШ            |
| СК 2186 | Стамбено-трговачка кућа у улици Светозара Марковића бр. 67                     | Стамбено-трговачка кућа у улици Светозара Марковића бр. 67                     | Светозара Марковића 67     |                                                | Лесковац            |                 | Лесковац   | НИШ            |
| СК 2279 | Хидроелектрана „Вучје“ у Вучју код Лесковца                                    | Хидроелектрана „Вучје“ у Вучју код Лесковца                                    |                            | 42.852760°N 21.915834°E / 42.852760, 21.915834 | Вучје               |                 | Лесковац   | НИШ            |